# همین دیروز (ترانه)
همین دیروز (به فرانسوی: Hier Encore) از اجراهای شارل ازناوور، خواننده، ترانه‌سرا و بازیگر مشهور ارمنی-فرانسوی است.
شارل ازناوور در سال ۱۹۶۱ به همراه ژرژ گارورانتس آهنگ و شعری (به زبان فرانسه) به نام «همین دیروز» ساخت که به زبان‌های انگلیسی، ایتالیایی و اسپانیایی هم ترجمه شده‌است.

## اجراهای دیگر
شعر انگلیسی ترانه را «هربرت کرتزمر» نوشته و «روی کلارک» آن را اجرا کرده‌است. از آن به بعد تاکنون دست کم ۳۰ اجرای مختلف توسط خوانندگان متفاوت از این آهنگ ضبط شده که می‌توان به اجراهای بینگ کرازبی، داستی اسپرینگفیلد، ادی آرنولد، دین رید، یونی ماتیس، مارک آلموند، گلن کمبل، مل تورم، لنا هورن، اندی ویلیامز، جیمی درنت، نورا آونر، جان متیس، ال مارتینو، شرلی بسی، بابی بر، پاتریسیا کاس و خولیو ایگلسیاس و… اشاره کرد. این ترانه توسط فرهاد مهراد نیز اجرا شده‌است.
برگردان فارسی ترانه از زبان اصلی، همچنین متن انگلیسی آن